# Олигурия
Олигури́я (от греч. oligos — малый и ouron — моча) — уменьшение количества отделяемой почками мочи — может быть физиологической (при ограничении питьевого режима, потере жидкости в жаркую погоду с потом) и патологической (при длительных рвотах и поносах, высокой лихорадке, кровотечениях, остром гломерулонефрите, образовании отёков, при ожогах).
Лечение олигоурии сводится к устранению обусловливающего её основного заболевания (например нефрита, декомпенсации сердца и т. п.). От олигоурии следует строго отличать различные расстройства мочеиспускания, сопровождающиеся задержкой выделения мочи из почек и пузыря вследствие механических или невро-рефлекторных причин, как это имеет место при гипертрофиях предстательной железы, перегибах мочеточника и пр.
Различают олигоурию:
- ренальную (травма почек, тромбоз и эмболия почечных артерий, нефрит, отравление ядами);
- экстра ренальную (при понижении АД, ишемические повреждения почек, острая почечная недостаточность)[1].

## Лечение
При лечении олигурии придерживаются общепринятых принципов лечения: убрать возможный фактор возникновения, восстановление гомеостаза, компенсировать осложнения.